# De schutsengel
De schutsengel is een hoorspel van Václav Havel. Andel strázý dateert van 1968 en werd op 2 maart 1969 door de Süddeutscher Rundfunk onder de titel Der Schutzengel uitgezonden.
De schutsengel was het eerste oorspronkelijke hoorspel van Václav Havel, de Tsjechische toneelauteur en latere staatspresident. Het werd halverwege de jaren 60 geschreven, maar kon pas in 1968, in de korte periode van de Praagse Lente, geproduceerd en voor het eerst uitgezonden worden. Havel drijft in deze dialoog-groteske een verhouding op de spits die niet absurder zijn kan, en toch in totalitaire verhoudingen brutale werkelijkheid was - en nog steeds is, ook onder liberalere omstandigheden: die tussen een voorzichtig maatschappijkritisch agerende schrijver en zijn "beschermer" die hem door de machthebbers is toegewezen.

## Rolbezetting

### Eerste versie (januari 1971)
De NCRV zond het uit op vrijdag 8 januari 1971, van 21:05 uur tot 21:32 uur (met een herhaling op maandag 15 januari 1973). De vertaler was Hans Krijt en de regisseur Wim Hazeu.
- Jan Borkus (Machon)
- Hein Boele (Vavak)

### Tweede versie (oktober 1971)
De BRT zond de tweede versie uit op zondag 24 oktober 1971. De regisseur was Jos Joos. De uitzending duurde 27 minuten.
- Domien De Gruyter (Machon)
- Leo Dewals (Vavak)

## Inhoud
Een succesvolle, in goede omstandigheden verkerende, schrijver ontvangt een zonderlinge bezoeker. De bezoeker is hoffelijk, maar ongewoon veeleisend. Met allerlei complimenten dringt de bezoeker zich in de gunst van de schrijver en de bezoeker beweert hem reeds lang te kennen. Zijn bewondering zou hij tot uitdrukking willen brengen met een geschenk dat de schrijver nog meer erkenning zou kunnen brengen. Het geschenk lijkt ietwat omslachtig in het gebruik, al is het volstrekt nuttig, maar om het in gebruik te nemen, is er zestienduizend volt nodig...